# Thomas Hamann
Thomas Hamann (* 1955 in Stuttgart) ist ein deutscher zeitgenössischer Künstler und Buchautor.
Thomas Hamann studierte sowohl ab 1975 Kunst und Design an der FH Aachen als auch ab 1979 Malerei an der Hochschule für Bildende Künste in Maastricht. Danach folgten ein längerer Aufenthalte in verschiedenen afrikanischen Staaten, wie zum Beispiel Kamerun, deren kulturellen Einflüsse sich auch in seiner Kunst zeigen. Seit 1984 übt er international die Tätigkeit als freischaffender Künstler aus und hatte seitdem mehrere Ausstellungen. 1990 wurde auf der Frankfurter Buchmesse Hamanns erstes Buch „Vergessene Welten“ vorgestellt, zu welchem er noch drei Fortzusetzen schrieb.
Hamanns künstlerischer Schwerpunkt liegt auf abstrakter Radierung. Er fertigt seine Grafiken, die größtenteils einfache und ursprüngliche Züge aus der einfachen Zeichen- und Formenwelt aufweisen, auf strukturierten Druckplatten.
Thomas Hamann und Johanna Tiefenbeck, initiierte Schamanin, haben 1995 die Turya Akademie in Aachen gegründet. Sie bieten dort diverse Seminare zu Selbsterkenntnis, Heilung und Bewusstsein an: die Lebensschule (eine 2-jährige Ausbildung), Stille Retreat, Visionssuche, Ho'oponopono und Enneagramm.

## Ausstellungen
Einzelausstellungen:
- 2000
  - Galerie Puri, Kassel
  - Das Kelterhaus, Winningen
  - s VHMA Agentur, Wiesbaden
  - Galerie Gold, Ingelheim am Rhein
  - Galerie M. Hyna, Aichach

- 2001
  - Galerie Strümann, Mosbach
  - Galerie Kocken, Kevelaer

- 2002
  - Galerie Horwarth, Reutlingen
  - Galerie Hohe Luft, Hamburg
  - Kunsthandlung und Galerie Stoltenburg, Limburg an der Lahn
  - Galerie Dür, Zürich (Schweiz)

- 2004
  - Prova de Artista, Lissabon (Portugal)
  - Galerie Ostendorff, Heidelberg
  - Galerie Au Trésor, Olten (Schweiz)

- 2005
  - Fattahi’s Frame & Art Gallery, Stamford (USA)
  - Western Connecticut State University, „Excursions“, Danbury (USA)
  - Van Der Plas Gallery, New York (USA)

- 2007
  - Galerie am Dom, Aachen

- 2008
  - Parcour² Galerie, Peking (China)
  - Galerie Schmidt, Lüdenscheid
  - Galerie Menssen, Hamburg
  - Galerie Éclat d’Art, Colmar (Frankreich)
  - Galerie Aan de Amstel, Dronten (Niederlande)

- 2009
  - Galerie Bizz Art, Kristiansand (Norwegen)

- 2010
  - Kunstgalerie Hodler, Thun (Schweiz)
  - Octavia Gallery, New Orleans (USA)